# Tony Rombouts
Tony Rombouts, né le 14 octobre 1952 à Hasselt et décédé le 31 octobre 1990, est un joueur de football belge, qui évoluait comme défenseur latéral gauche. Il fait partie des joueurs ayant évolué à la fois à Anderlecht et au Standard de Liège durant sa carrière. Il remporte un titre avec les Mauves bruxellois, ainsi qu'une Coupe de Belgique avec La Gantoise, son dernier club. Il meurt en 1990 des suites d'une maladie.

## Carrière
Tony Rombouts s'affilie au Hasselt VV à l'âge de 10 ans. Deux ans plus tard, le club fusionne avec l'Excelsior RC Hasselt, pour former le KSC Hasselt. Rombouts termine sa formation dans ce nouveau club, et en 1970, il fait ses débuts en équipe première à seulement 18 ans. L'équipe joue en Division 3, et il ne tarde pas à devenir une des valeurs sûres de l'équipe. Après quatre saisons, il est transféré par le Standard de Liège, un club du top belge. La transition vers le sommet du football belge est plutôt délicate pour le joueur, qui ne reçoit pas souvent l'occasion de monter sur le terrain de la part du coach néerlandais Cor van der Hart, arrivé en début de saison au club. Après une saison, il quitte le club, et redescend en Division 2, à Winterslag, relégué de première division en fin de saison.
Dans son Limbourg natal, Tony Rombouts retrouve une place de titulaire. Avec ses coéquipiers Pierre Denier et Johan Devrindt, l'équipe emmenée par Robert Waseige remporte le titre de deuxième division en 1976, synonyme de retour parmi l'élite après une saison. Il conserve sa place dans l'équipe de base jusqu'en 1979, et un transfert vers Anderlecht, un autre club du top belge et rival ancestral du Standard de Liège. Dans le club bruxellois, il est considéré d'abord comme le futur remplaçant de Jean Thissen, qui joue sa dernière saison. Il est en concurrence à cette place avec le jeune Michel De Groote, également transféré durant l'été. Bien que ce dernier obtienne finalement la préférence à cette place, l'entraîneur Urbain Braems donne du temps de jeu à Rombouts. Son remplaçant, Tomislav Ivić, ne l'imite pas, et il passe la quasi-totalité de sa deuxième saison au Parc Astrid sur le banc, ne participant pas vraiment à la conquête du titre de champion de Belgique.
Barré à Anderlecht, Tony Rombouts s'en va pour La Gantoise durant l'été 1981. Le poste d'arrière gauche occupé par Michel De Wolf, il est amené à évoluer le plus souvent dans l'entrejeu, lui permettant d'obtenir à nouveau une place de titulaire. En 1984, il remporte la deuxième Coupe de Belgique dans l'Histoire du club, battant le Standard en finale. Deux ans plus tard, il décide de mettre un terme à sa carrière professionnelle. Il continue à jouer dans les séries provinciales, mais la maladie l'emporte le 31 octobre 1990.

### Palmarès
- Vainqueur de la Coupe de la Ligue Pro en 1975 avec le Standard de Liège.
- 1 fois champion de Belgique en Championnat de Belgique de football 1980-1981 avec Anderlecht.
- Vainqueur de la Coupe de Belgique en 1984 avec La Gantoise.
- 1 fois champion de Belgique de deuxième division en 1976 avec Winterslag.